# 小幡景憲
小幡 景憲（おばた かげのり）は、安土桃山時代から江戸時代前期にかけての武将・幕臣・軍学者。甲斐武田氏家臣・小幡昌盛の三男。幼名は熊千代、前名は縄直、通称は孫七郎、勘兵衛。晩年道牛と号した。養子に小幡景松（かげとし）、養女に庄田安勝（旗本3,000石）の室（庄田安利母）がいる。甲州流軍学の創始者、また『甲陽軍鑑』の編修者（著者とも）として知られる。

## 生涯

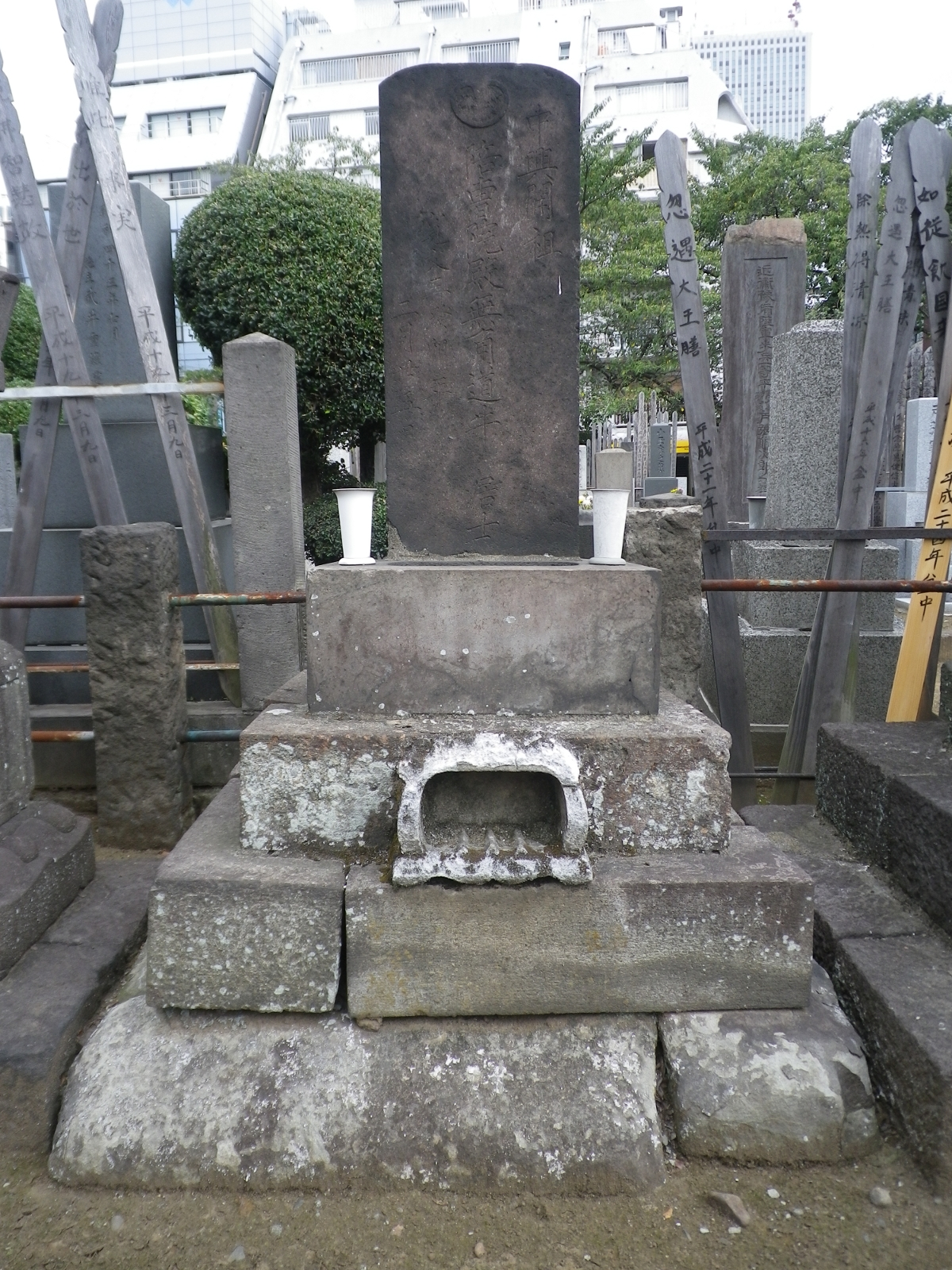
小幡景憲の墓（法明寺）

元亀3年（1572年）、武田信玄の家臣で武者奉行を勤めた小幡昌盛の三男として生まれる。
『甲陽軍鑑』によれば、父・昌盛は信濃海津城主・春日虎綱を補佐して在城し、後に武田信玄の旗本に転じ、海津在番の後任は叔父の小幡光盛が務めたという。
1582年（天正10年）3月6日、父昌盛が織田信長による甲州征伐の最中、武田勝頼滅亡の5日前に病死。『小幡景憲記』によれば、当時11歳の景憲は同年12月に徳川氏に召し出されたとされており、それまでは越後上杉氏に臣従した大叔父・光盛に同行したとみられている。その後は徳川秀忠の小姓として孫七郎縄直を名乗ったが、文禄4年（1595年）に突如として出奔して諸国を流浪したという。
慶長5年（1600年）の関ヶ原の戦いでは、徳川氏の家臣・井伊直政に属して戦功を挙げたとされるが、その後再び消息を絶つ。慶長12年（1607年）10月10日付の小野忠明からの印可状が存在することからこの時期一刀流剣術、さらに兵法の修養に努めたとみられる。慶長19年（1614年）の大坂の陣では豊臣方の大野治房に取り入ったが、内実は徳川氏に内通しており、江戸幕府京都所司代の板倉勝重に連絡していたという。戦後は再び徳川氏に仕えて相模国大住・愛甲・淘綾3郡に500石を与えられ、後1,500石に加増された。幕臣としては寛永9年（1632年）に御使番に任じられている。
景憲は甲州流軍学の創始者として名高く、幾多の武士に教授したとされる。特に北条氏長・富永勝由・梶定良・近藤正純は小幡の高弟として名高く「小幡門初一的四哲同学」などと呼ばれ、さらに渡辺盛房（浅野長直家臣）、正木内蔵亮（松平信綱家臣）、跡部九郎兵衛（青山幸利家臣）、西村義則（永井尚政家臣）、小早川能久、熊谷小膳（酒井忠勝家臣）、府川行貞（岡部宣勝家臣）を加えた11人を近藤正純は「小幡門学頭」「甲州流十一哲」と称している。また杉山盛政、村上昌宣、山鹿素行といった弟子もいる。毛利秀元、徳川頼宣、稲垣重綱、永井尚政、松平定綱、水野忠胤、松平忠房など諸侯への教授も行っており、特に熊本藩主・細川光尚、川越藩主・松平輝綱、三次藩主・浅野長治へは印可状を進上している。
江戸時代に成立した軍学書『甲陽軍鑑』は、春日虎綱の甥・春日惣次郎が書き残した口述を小幡光盛の子孫と考えられる小幡下野守が入手し原本が成立したと考えられているが、景憲は小幡家伝来の原本を入手し成立に携わったという。
景憲には実子がなく、小幡家の家督は横田甚右衛門尹松の六男・又兵衛縄松が養子となって跡を継いだが、学統は継承しなかった。学問上の後継者となったのは兄・在直の次男・憲行である。
寛文3年（1663年）2月25日、92歳で死去。法名は陪曹院殿無角道牛居士、墓所は法明寺（東京都豊島区）と蓮生寺（神奈川県厚木市）。

## 小幡景憲を題材にした作品
- 城塞 - 司馬遼太郎の歴史小説。